# Club Soly
 (octobre 2022).
Club Soly est une série télévisée québécoise de comédie à sketchs dont les trois saisons ont été diffusée de 2021 à 2023 sur Noovo. Arnaud Soly annonce en novembre 2023 que la troisième saison était la dernière de l'émission. 

## Synopsis
Club Soly dresse le portrait de l'actualité et des médias grâce à des sketchs comiques et punchés. Accompagné d’une petite équipe d’amis humoristes, Arnaud Soly s’inspire des codes de la télé et du web pour souligner toutes les absurdités de notre réalité et prendre position sur certains enjeux de société.

## Distribution[4]
- Arnaud Soly
- Julien Corriveau
- Virginie Fortin
- Katherine Levac
- Pierre-Yves Roy-Desmarais
- Richardson Zéphir
- LeLouis Courchesne
- Anas Hassouna
- Marie-Ève Morency
- Daphné Létourneau

## Fiche technique
- Réalisateur : Alec Pronovost, Dave Bélisle, Isabelle Garneau
- Auteurs : Arnaud Soly, Julien Corriveau
- Producteurs : François Rozon, Vincent Gagné, Zita Lawson, Julie Provençal
- Productrice au contenu: Rafaële Germain
- Producteurs associés: Arnaud Soly, Julien Corriveau, Sophi Carrier
- Société de production : Encore Télévision

## Épisodes

### Saison 1 (2021-2022)
1. Club Soly : La Grande ouverture[5]
2. L'Internet[6]
3. On rénove![7]
4. Quiz, pitous et coming out[8]
5. Jokes agricoles et élections municipales[9]
6. Survivalisme, pirates et chandelles[10]
7. Police, Toussaint et sculpture[11]
8. Gastronomie et citoyenneté[12]
9. Vaccin, cigarette et écoanxiété[13]
10. Itinérance, yoga et karaoké[14]
11. Colle à bois et réchauffement climatique[15]
12. Meurtre et mystère au Club Soly[16]

### Saison 2 (2022)
1. Party, politique et commotion[17]
2. Survie, œstrogène et ésotérisme[18]
3. Haute couture, quiz français et diversité[19]
4. Militantisme et gastronomie[20]
5. Amour, magie et intelligence artificielle[21]
6. Amour, cryptomonnaie et pep matinal[22]
7. Halloween, bars ludiques et réseaux sociaux[23]
8. Police, hypnose et puériculture[24]
9. Prénoms, chirurgie plastique et colocation[25]
10. Coupe du monde et vente de garage[26]
11. Potins, maternité et conspirations[27]
12. Vin nature, party et humour vintage[28]
13. Club Noël![29]

### Saison 3 (2023)[30]
1. Art contemporain, char électrique et pubs de chips
2. Des survivants, un coach et un joggeur
3. Fantaisie médiévale et bonnes sœurs
4. Agent double, singe et conspirationniste
5. Caméra cachée, extraterrestres et podcast
6. Cinéma, red flags et hôpitaux alternatifs
7. Téléréalité, théâtre jeunesse et construction
8. Fantômes, funérailles et charge mentale
9. Âge d’or, petites créances et créateurs de contenu
10. Télé jeunesse, étiquette et fraternité
11. Champignons, consentement et pâtisseries
12. Du cash, un pêcheur et des adieux

## Récompenses
- Gala les Olivier (2022)
  - Texte de l'année: capsule ou sketch télé/web humoristique: Cowboys et Indiens – Arnaud Soly et Julien Corriveau[31]
- Gala l' ADISQ (2023)
  - Émission de l'année - Humour[32]
- Gala Les Olivier (2023)
  - Émission télé humoristique de l'année[33]